# Sint-Niklaaskerk (Zwijnaarde)

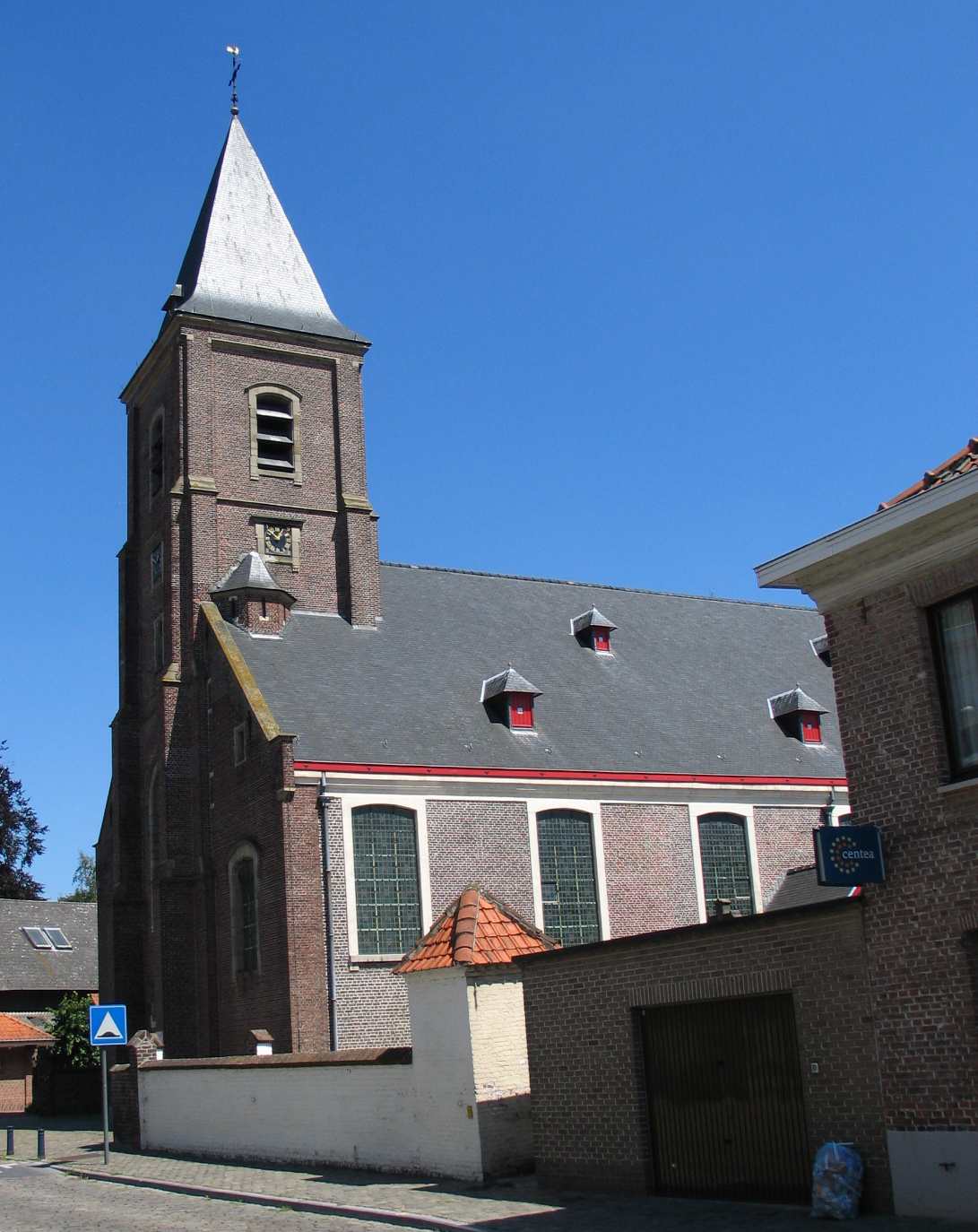
De Sint-Niklaaskerk

De Sint-Niklaaskerk is een kerkgebouw in de Gentse deelgemeente Zwijnaarde. De kerk is toegewijd aan Nicolaas van Myra.

## Architectuur en bouwgeschiedenis
Het oorspronkelijk gebedshuis was een kapel, voor het eerst vermeld in 1072 met Sint-Niklaas als patroonheilige. In 1145 behoorde ze volgens documenten tot de bezittingen van de Sint-Pietersabdij. De huidige kerk stamt voor het grootste deel uit 1775, gebouwd volgens plannen van L. De Villegas, monnik en bouwmeester van de Sint-Pietersabdij (zie jaarsteen in noordelijke gevel en koor). Later werd de westelijke zijde uitgebreid met twee traveeën. Een nieuwe kerktoren met een hoge naaldspits bouwde men circa 1860 naar ontwerp van architect Edmond de Perre-Montigny.
Grondige herstellingswerken en wederopbouw (1920-1922) van de westelijke-gevel en toren na de zware oorlogsschade tijdens de Eerste Wereldoorlog (toren gedynamiteerd).
Rond de kerk ligt een ommuurd kerkhof met typische ovale vorm.

## Galerij

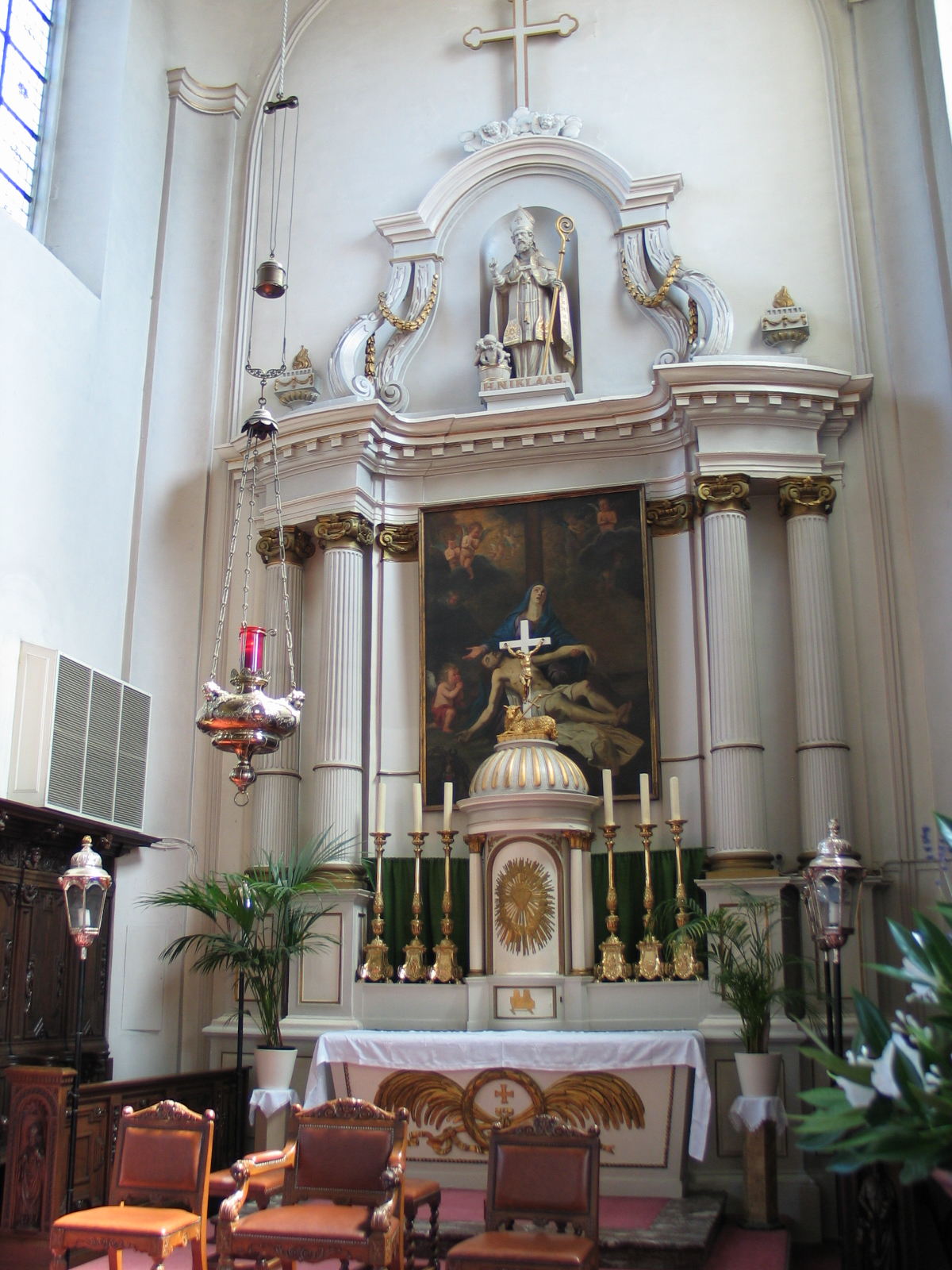
Het hoofdaltaar
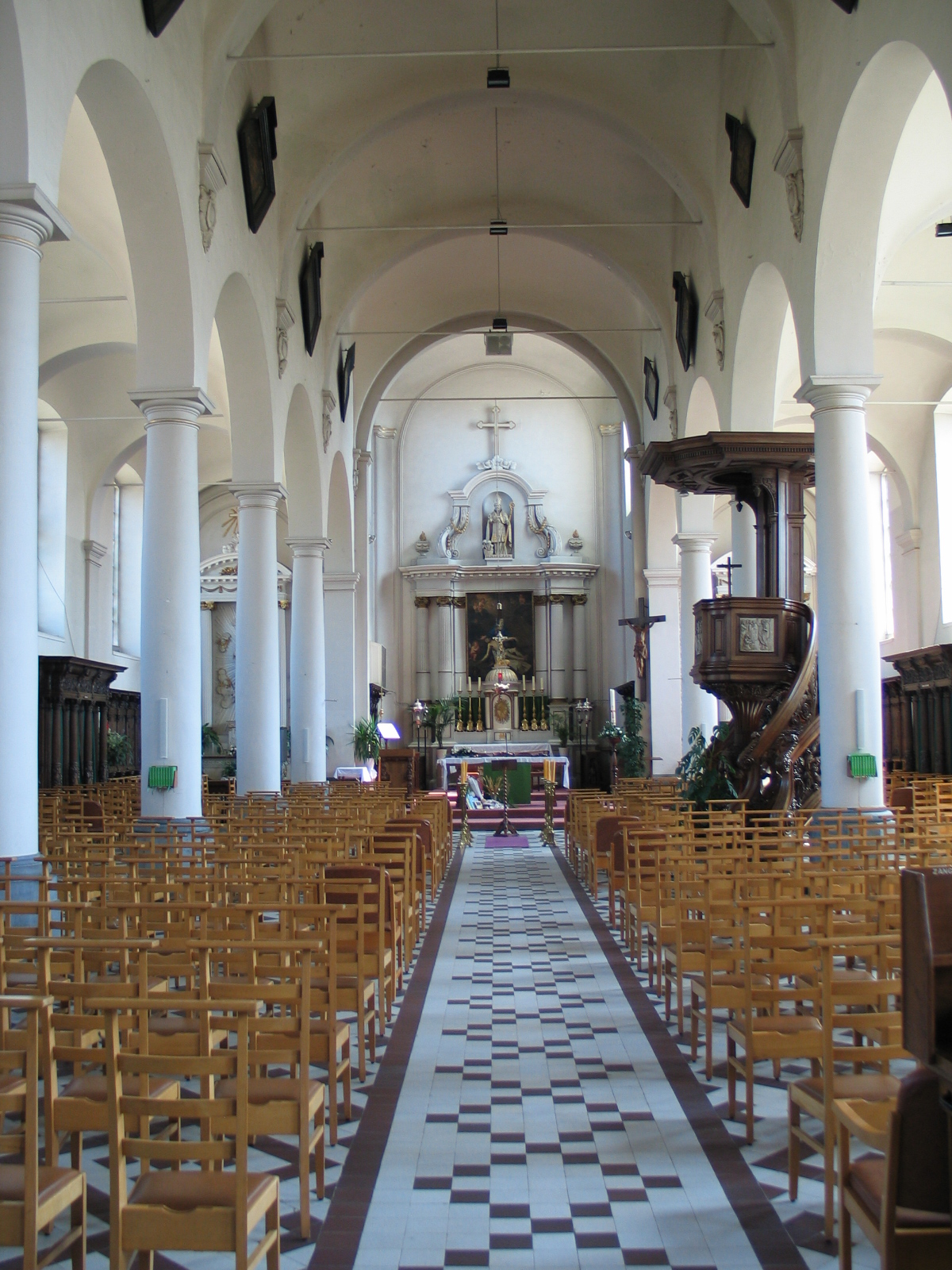
Het kerkschip
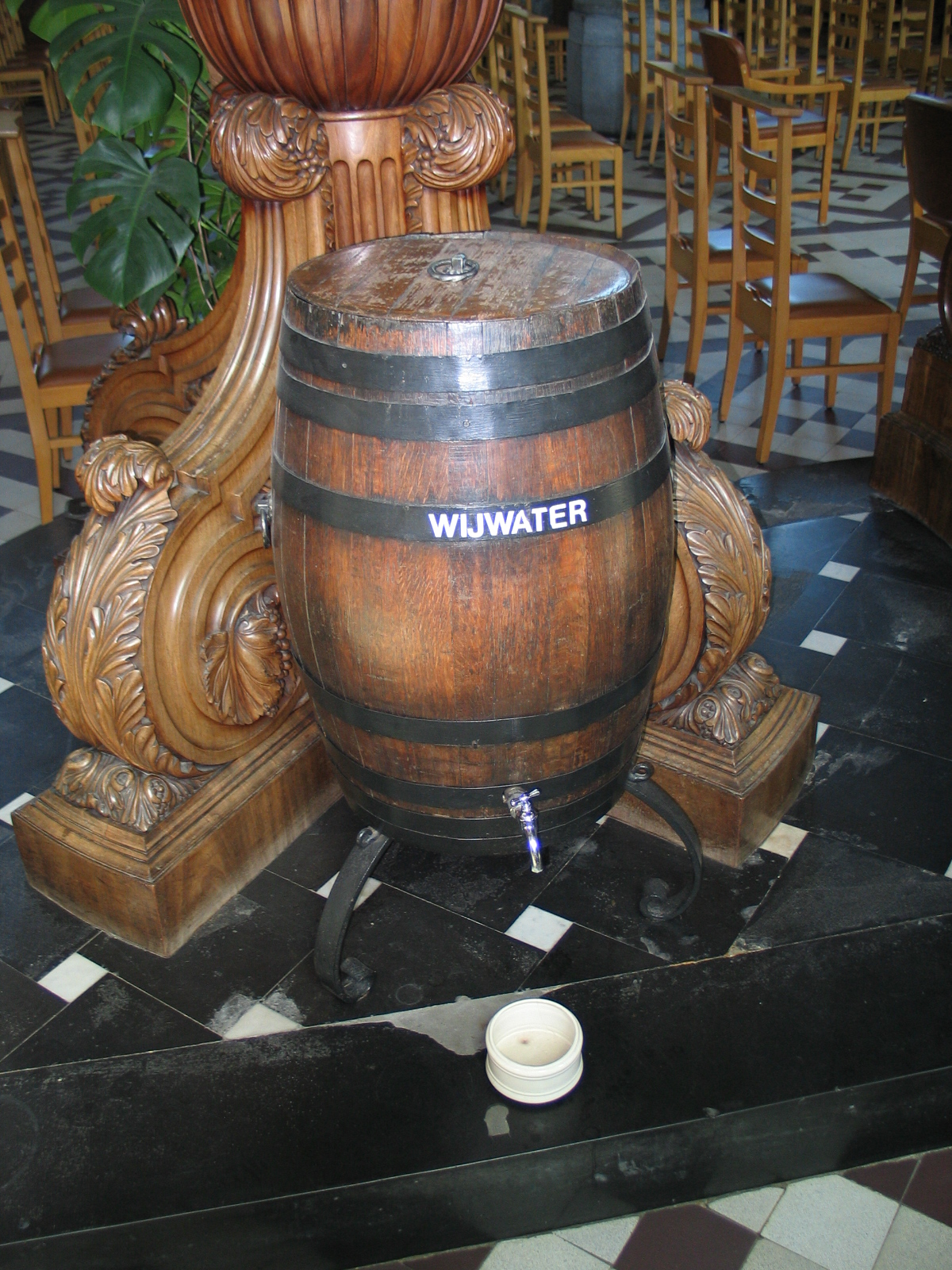
Een wijwatervat